# 파스토라노
파스토라노(이탈리아어: Pastorano)는 이탈리아 캄파니아주 카세르타도에 있는 코무네이다. 나폴리로부터는 북쪽으로 40km 카세르타에선 북서쪽으로 15km 거리에 있다.